# Jászalsószentgyörgyi erdő
Jászalsószentgyörgyi erdő este o arie protejată (arie specială de conservare — SAC, sit de importanță comunitară — SCI) din Ungaria întinsă pe o suprafață de 24,52 ha, integral pe uscat.

## Localizare
Centrul sitului Jászalsószentgyörgyi erdő este situat la coordonatele 47°23′57″N 20°05′02″E / 47.399167°N 20.083889°E.

## Înființare
Situl Jászalsószentgyörgyi erdő a fost declarat sit de importanță comunitară în august 2010 pentru a proteja 4 specii de animale. Situl a fost protejat și ca arie specială de conservare în octombrie 2012.

## Biodiversitate
Situată în ecoregiunea panonică, aria protejată conține 2 habitate naturale: Stepe și mlaștini sărate panonice, Păduri stepice euro-siberiene cu Quercus spp..
La baza desemnării sitului se află mai multe specii protejate de  nevertebrate (4): croitorul mare al stejarului (Cerambyx cerdo), Cucujus cinnaberinus, Gortyna borelii lunata, rădașcă (Lucanus cervus).
Pe lângă speciile protejate, pe teritoriul sitului au mai fost identificate 3 specii de plante, 1 specie de nevertebrate.